# Little, Brown and Company
Little, Brown and Company é uma editora americana que começou as suas atividades em 1784, quando uma livraria foi aberta em Boston. A Little, Brown and Company começou como uma editora em 1837 através de Charles Coffin Little. Jamees Brown entrou como sócio em 1869 e a editora recebeu o seu nome atual.
A editora publicou livros de autores bem conhecidos, tais como John Bartlett, C. S. Forester, Norman Mailer, Henry Kissinger, J. D. Salinger, Nelson Mandela, Stephenie Meyer, entre outros. Em 1968, a editora foi comprada pela Time Inc., que subsequentemente foi fundida com a Time Warner em 1989, que foi vendida para a Hachette Livre, uma editora francesa, em 2006. No entanto, todas as empresas donas da editora continuaram a utilizar o nome Little, Brown and Company em suas publicações.
É a editora responsável pela publicação do primeiro livro da escritora J. K. Rowling, seguinte à série Harry Potter, chamado The Casual Vacancy.